# Mengistu Hajle Marjam
Mengístu Hájle Márjam (amharsko መንግስቱ ኃይለ ማርያም), etiopski častnik, vojaški poveljnik, politik in predsednik Etiopije * 21. maj 1937, Valajta, Etiopija. 
Marjam je bil predsednik Derga, socialistične vojaške hunte, ki je vladala Etiopiji, od 1977 do 1987, in predsednik Ljudske demokratične republike Etiopije (PDRE) od 1987 do 1991. 
Mengistu je prevzel oblast v etiopski revoluciji po odstranitvi cesarja Haileja Selasija I. leta 1974, kar je pomenilo konec Salomonove dinastije, ki je vladala Etiopiji od 13. stoletja. Mengistu je odstranil svoje tekmece za oblast in se poimenoval za etiopskega diktatorja ter na oblasti uvedel komunizem, s čimer je poskušal modernizirati etiopsko fevdalno gospodarstvo s politiko, ki jo je navdihnila marksistično-leninistična ideologija, kot sta nacionalizacija in prerazporeditev zemlje. Njegova krvava konsolidacija oblasti v letih 1977–1978 je znana kot etiopski rdeči teror, brutalni zatrt opozicijskih skupin in civilistov po neuspelem poskusu atentata s strani Etiopske ljudske revolucionarne stranke (EPRP) septembra 1976, potem ko je ta prezrla povabilo Derga, da se pridruži sindikatu socialističnih strank. Število smrtnih žrtev ni znano, vendar se pogosto ocenjuje med 30.000 in 750.000. 
Notranji upor, vladna represija in slabo upravljanje so bili značilni za Mengistujevo predsedovanje, obdobje rdečega terorja je bilo boj za prevlado med Dergom, EPRP in njihovim tekmecem Vseetiopskim socialističnim gibanjem (MEISON), ki se je sprva pridružil Dergu. Medtem ko je potekal ta notranji konflikt, je Etiopijo ogrožala tako somalska invazija kot gverilska kampanja Eritrejske ljudske osvobodilne fronte, ki je zahtevala neodvisnost Eritreje, takrat province Etiopije. Ogadenska vojna v letih 1977–1978 zaradi sporne obmejne regije s Somalijo je bila znana po pomembni vlogi Mengistujevih sovjetskih in kubanskih zaveznikov pri zagotavljanju zmage Etiopije. Katastrofalna lakota v letih 1983–1985 je tisto, kar je njegovi vladi pritegnilo največ mednarodne pozornosti. 
Mengistu je maja 1991 odstopil z mesta voditelja Etiopije ter zapustil državo in pobegnil v Zimbabve, potem ko se je nacionalni Shengo PDRE razpustil in pozval k prehodni vladi. Njegov odhod je prinesel nenaden konec etiopske državljanske vojne. Mengistu Hajle Marjam še vedno živi v Harareju v Zimbabveju, kljub temu, da ga je etiopsko sodišče januarja 2007 obsodilo na dosmrtno ječo, potem, ko je bil spoznan za glavnega krivca za genocid nad Etiopci. Kljub kazni, Zimbabve Mengista noče izročiti Etiopiji, Etiopija pa tudi nima z Zimbabvem podpisanega nobenega sporazuma o izročitvi. Mengistujeva komunistična vlada naj bi bila odgovorna za smrt od 500.000 do 2.000.000, morda celo 1,5 milijona Etiopijcev, večinoma med Etiposko lakoto v letih 1983 in 1985.  

## Zgodnje življenje
Mengistu Hajle Marjam se je rodil 21. maja 1937 v bližini Wolayite ali province Kaffa, očetu Amhara in materi Konso. Njegova mati je umrla med porodom, ko je bil Mengistu star komaj osem let. Po smrti njegove matere so Mengistu in njegova dva brata in sestre za nekaj let odšli živeti k njihovi babici. Nato se je Mengistu vrnil k očetu in se kmalu zatem zelo mlad pridružil vojski. Mengistujev oče je bil zelo ponosen na sinove vojaške dosežke, čeprav nekateri verjamejo v etiopsko ljudsko poročilo, ki pravi, da njegova družina še zdaleč ni bila ponosna na njegove politične dosežke.

## Služenje v vojski
Mengistu se je izobraževal za vojaškega častnika v Holeti, Etiopiji in Združenih državah Amerike. Mengistujev oče je bil vojak, njegova mati pa služabnica. Mengistu je sledil očetovi poti in se pridružil vojski, kjer je pritegnil pozornost generala Amana Andoma, rojenega v Eritreji, ki je bil povišan v čin narednika in mu dodelil naloge opravnika v svoji pisarni. Mengistu je opravil diplomo na vojaški akademiji Holetta, eni od dveh pomembnih vojaških akademij Etiopije. General Aman je nato postal njegov mentor, in ko je bil general dodeljen poveljniku tretje divizije, je Mengista vzel s seboj v Harar, kasneje pa je bil dodeljen kot ordožni častnik v 3. diviziji. Nato so ga leta 1964 prvič poslali v ZDA v vojaško skladišče Savanna v Illinoisu na tečaj testiranja orožja. Nekaj let pred drugim odhodom na usposabljanje v ZDA je bil v sporu s takratnim poveljnikom 3. divizije generalom Hailejem Baykedagnom, čigar politika stroge discipline in reda Mengistu ni ustrezala. Takrat je skupina Ordnance nudila podporo za vojaško tehnično usposabljanje v ZDA. Kljub njegovemu neodobravanju Mengistujeve nepokornosti in nespoštovanja ga je moral general izpustiti in Mengistu se je odpravil na 18-mesečno usposabljanje na Aberdeen Proving Ground v Marylandu v Združenih državah. Opravljal je tudi nekaj nočnih tečajev na Univerzi v Marylandu, zaradi česar je tekoče govoril angleščino. Tretjič se je vrnil leta 1970, tokrat kot študent v Combined Arms Center v Fort Leavenworthu v Kansasu. Ko se je vrnil po usposabljanju, naj bi poveljeval pododdelku za orožje v Hararju. Leta pozneje je Mengistu ubil generala Hailea Baykedagna skupaj s 60 ministri in drugimi generali.  

Med študijem v ZDA je Mengistu doživel rasno diskriminacijo, kar ga je pripeljalo do poznejšega močnega protiameriškega občutka. Rasizem v ZDA je izenačil z razredno diskriminacijo v Etiopiji. Ko je prevzel oblast in se udeležil srečanja članov Derga na sedežu četrte divizije v Adis Abebi, je Mengistu navdušeno vzkliknil: 
V tej državi nekatere aristokratske družine osebe s temno poltjo, debelimi ustnicami in zvitimi lasmi samodejno kategorizirajo kot "Barias" (amharsko za suženj) ... naj bo vsem jasno, da bom kmalu spravil te nevedne, da se sklanjajo in meljejo koruzo! 
Bahru Zewde ugotavlja, da je Mengista odlikovala "posebna sposobnost določanja situacij in oseb". Čeprav Bahru ugotavlja, da so nekateri opazovalci "precej dobrodelno" to sposobnost enačili z inteligenco, akademik pa meni, da je ta veščina bolj podobna "ulični pameti": "precej bližje je, če jo vidimo kot pamet v središču mesta (ali kaj v lokalni jezik bi se imenoval aradanat)." je dejal.

## Vzpon Derga na oblast
Vlada cesarja Haileja Selassieja, ki je izgubila zaupanje etiopske javnosti zaradi suše in izpada pridelka v provinci Wello, je bila strmoglavljena v etiopski revoluciji leta 1974. Posledično je oblast prišla v roke odbora nizkih častnikov in nabor vojakov pod vodstvom generala Atnafuja Abateja, ki je postal znan kot Derg. Mengistu je bil prvotno eden od manjših članov, uradno poslan za zastopanje tretje divizije, ker ga je njegov poveljnik, general Nega Tegnegn, menil za povzročitelja težav in se ga je želel znebiti. Toda med julijem in septembrom 1974 je Mengistu postal pomemben član Derga, čeprav je raje deloval prek več javnih članov, kot sta bila njegov nekdanji mentor, general Aman Andom, in pozneje Tafari Benti. Mengistu in Atnafu Abate sta bila od marca 1975 do februarja 1977 podpredsednika Derga.
Haile Selassie je bil usmrčen leta 1975. Govori se, da je Mengistu lastnoročno zadušil cesarja s prevleko za blazino, vendar je Mengistu te govorice zanikal. Čeprav je bilo v strmoglavljenje vlade vpletenih več skupin, je Dergu uspelo priti na oblasti. Nobenega dvoma ni, da je Derg pod Mengistujevim vodstvom 23. novembra 1974 odredil usmrtitev brez sojenja 61 bivših uradnikov cesarske vlade in pozneje številnih drugih nekdanjih plemičev in uradnikov, vključno s patriarhom etiopske pravoslavne cerkve Abunom Teofilom, leta 1977. Mengistu je sam priznal, da je Derg naročil te usmritve, vendar ni hotel sprejeti osebne odgovornosti. Člani Derga so mu v intervjujih, danih iz zapora, nasprotovali, češ da je zarotil in se popolnoma strinja z njihovimi odločitvami. 

## Voditelj Etiopije
10. septembra 1977 je bil Mengistu imenovan za voditelja Etiopije, čeprav se je kot vodja Derga v javnosti pojavil šele 3. februarja 1977, ko je bil ubit Tafari Banti. Podpredsednik Derga Atnafu Abate se je spopadel z Mengistujem zaradi vprašanja, kako ravnati z vojno v Eritreji, in izgubil bitko z njim, kar je privedlo do njegove usmrtitve s 40 drugimi častniki, to pa je Mengistu odprlo pot, da prevzame nadzor nad oblastjo. Formalno je prevzel oblast kot vodja države, svojo usmrtitev Abateja (13. novembra istega leta) pa je utemeljil s trditvijo, da je "postavil interese Etiopije nad interese socializma" in izvajal druge "protirevolucionarne" dejavnosti. Pod Mengistujevim vladanjem je Etiopija prejela pomoč od Sovjetske zveze, drugih članic Varšavskega pakta in Kube.

### Zatiralske politike
Sledil je odpor proti vladi Derg, ki ga je vodila predvsem Etiopska ljudska revolucionarna stranka (EPRP). Mengistu je uničil EPRP in druge revolucionarne študentske organizacije v tistem, kar se je imenovalo "etiopski rdeči teror". Vlada Derg se je nato obrnila proti socialističnemu študentskemu gibanju MEISON, ki je bilq glavni zagovornik EPRP, v tem, kar je imenovano "beli teror".
Prizadevanja EPRP za diskreditacijo in spodkopavanje vlade Derg in njegovih sodelavcev MEISON so se stopnjevala jeseni 1976. Za bombne napade je ciljala na javne zgradbe in druge simbole državne oblasti ter ubila številne člane Abyot Seded in MEISON ter javne uradnike na vseh ravneh. Vlada Derg, ki se je zoperstavila z lastno protiteroristično kampanjo, je taktiko EPRP označila za beli teror. Mengistu je trdil, da so vsi "progresivci" dobili "svobodo delovanja" pri izkoreninjanju sovražnikov revolucije, njegova jeza pa je bila zlasti usmerjena proti EPRP. Kmetje, delavci, javni uradniki in celo študenti, za katere se je menilo, da so zvesti Mengistujevemu režimu, so dobili orožje za izpolnitev te naloge.
V javnem govoru aprila 1977 je Mengitsu vzkliknil "Smrt protirevolucionarjem! Smrt EPRP!" in nato izdelal tri steklenice, napolnjene z rdečo tekočino, ki je simbolizirala kri imperialistov in kontrarevolucionarjev, ter jih vrgel na tla, da so se razbile, da bi pokazal, kaj bo revolucija storila svojim sovražnikom. V naslednjih mesecih je bilo na ulicah prestolnice in drugih etiopskih mest videnih na tisoče mrtvih mladih moških in žensk. Sistematično jih je ubijala predvsem milica, povezana s kebelesi, sosedskimi nadzornimi odbori, ki so v času Mengistujeve vladavine služili kot najnižje enote lokalne uprave in varnostnega nadzora. Družine so morale kebeljem plačati davek, znan kot "zapravljena krogla", da so pridobili trupla svojih najbljižjih. Maja 1977 je švedski generalni sekretar sklada Save the Children izjavil, da je bilo ubitih 1000 otrok, njihova trupla pa so pustili na ulicah, da so jih jedle divje hijene. "Vidite lahko nakopana telesa umorjenih otrok,  večina jih je starih od enajst do trinajst let, ki ležijo v žlebu, ko se odpeljete iz Adis Abebe." je izjavil generalni sekretar.
Vojaški dobički, ki jih je dosegla monarhistična etiopska demokratična unija v Begemderju, so bili umaknjeni, ko se je ta stranka razcepila, ravno ko je bila na robu zavzetja stare prestolnice Gondar. Vojska Somalijske demokratične republike je napadla Etiopijo, ki je preplavila regijo Ogaden in je bila na robu zavzetja Hararja in Dire Dawa, ko so nekdanji somalijski zavezniki, Sovjeti in Kubanci, sprožili zračni prevoz brez primere za orožje in osebje, da bi prišli v reševati v Etiopijo. Vlada Derga je ustavila somalsko invazijo in storila globoke korake proti eritrejskim secesionistom in Ljudski osvobodilni fronti Tigray (TPLF). Do konca sedemdesetih let je Mengistu predsedoval drugi največji vojski v vsej podsaharski Afriki, pa tudi mogočnim letalskim silam in mornarici.
Amnesty International ocenjuje, da je bilo med etiopskim rdečim terorjem ubitih več kot 500.000 ljudi.

### Sprejem marksizmo-leninizma
Leta 1977 je Mengistu sprejel komunistično ideologijo marksizmo-leninizem, ki je bila v tistem času vse bolj priljubljena med številnimi nacionalisti in revolucionarji po vsej Afriki in večjem delu vzhodnega dela sveta. Sredi sedemdesetih let dvajsetega stoletja je komunistični režim pod Mengistujevim vodstvom začel biti pošteno agresiven do programa spreminjanja etiopskega sistema iz mešanega fevdalno-kapitalističnega nastajajočega gospodarstva v komandno gospodarstvo v stilu vzhodnega bloka. Kmalu po prihodu na oblast je bila vsa podeželska zemlja nacionalizirana, pri čemer so etiopski cerkvi, cesarski družini in plemstvu odvzeli vsa njihova velika posestva in večino njihovega bogastva. V tem istem obdobju so bila vsa podjetja v tuji in lokalni lasti nacionalizirana brez odškodnine v prizadevanju za prerazporeditev bogastva države. Nacionalizirana je bila tudi vsa nepozidana mestna lastnina in vsa najemna nepremičnina. Vlada je prevzela tudi zasebna podjetja, kot so banke in zavarovalnice, velika maloprodajna podjetja itd. Vse to nacionalizirano premoženje je bilo prepuščeno velikim birokracijam, ki so jih upravljale. Kmetje, ki so nekoč delali na zemljiščih v lasti odsotnih posestnikov, so se zdaj morali pridružiti kolektivnim kmetijam. Vseh kmetijskih proizvodov ni bilo več treba ponujati na prostem trgu, ampak jih je morala nadzorovati in distribuirati vlada. Kljub postopnim kmetijskim reformam je pod Dergom kmetijska proizvodnja trpela zaradi državljanske vojne, suše in zgrešene gospodarske politike. Leta 1984 je izbruhnila tudi katastrofalna etiopska lakota.  
Sovjeti so Etiopijo spoštovali zaradi njenih domnevnih podobnih kulturnih in zgodovinskih vzporednic z ZSSR. Moskva je dejala, da je dokazala, da lahko zaostala družba postane revolucionarna s sprejetjem leninizma. Mengista so spoštovali kot vzorčnega mlajšega zaveznika, ki ga je Moskva želela podpreti. V osemdesetih letih dvajsetega stoletja je Etiopija pahnila v večji nemir in sovjetski sistem se je do leta 1990 sesul. Ruski komentatorji so vzpostavili vse bolj negativen pogled do etiopskega režima.
Med vojno v Ogadenu, ko je izvedel, da so se etiopske enote po padcu Jijige na enote somalske vojske 2. septembra 1977 začele uporovati, je Mengistu odletel na fronto in prevzel neposreden nadzor. Po besedah Gebruja Tarekeja je tistim, ki so bili osumljeni vodenja upora, ukazal "bajonetirati kot strahopetni in protirevolucionarni elementi", nato pa je dal vojake ponovno zbrati in ukazal, naj ponovno zavzamejo Jijigo v sočasnih napadih z zahoda in severa. Etiopci so mesto ponovno zavzeli 5. septembra, Jijiga pa je ostal v dosegu somalijske artilerije, ki je mesto obstreljevala vso noč. Naslednji dan so Somalci izvedli protinapad, "znatno okrepljeni in vedno bolj odločni", in preden so ga lahko obkolili v mestu, je Mengistu 7. septembra pobegnil nazaj v Adew, kjer se je vkrcal na letalo za let nazaj v Adis Abebo. Somalci so medtem premagali etiopske čete in 12. septembra so ponovno zavzeli Jijigo in uspeli zavzeti etiopske položaje mimo prelaza Marda.
V začetku leta 1984 je bila pod Mengistujevim vodstvom ustanovljena marksistično-leninistična delavska partija Etiopije (WPE) kot vladajoča stranka v državi, z Mengistujem kot generalnim sekretarjem. 10. septembra 1987 je bila sprejeta nova ustava v sovjetskem slogu in država se je preimenovala v Ljudsko demokratično republiko Etiopija. Mengistu je postal predsednik z obsežno izvršilno in zakonodajno oblastjo. Zaradi doktrine demokratičnega centralizma je dejansko postal popoln totalitarni diktator. On in drugi člani vlade Derga so se vsi upokojili iz vojske. Vendar so tudi kot civilisti prevladovali v Politbiroju WPE. V poznih osemdesetih letih dvajsetega stoletja so nekateri zahodni kritiki Mengistuja, vključno z Michaelom Johnsom iz The Heritage Foundation, obtožili, da so Mengistujeva gospodarska, vojaška in politična politika, skupaj s podporo Sovjetske zveze Mengistuju, ključni dejavniki, ki so prispevali k izbruhu velike lakote v Etiopiji sredi 80. let dvajsetega stoletja, ki je nazadnje vzela več kot 500.000 življenj. Mengistu je med letoma 1977 in 1984 opravil sedem obiskov v Sovjetski zvezi ter druge obiske pri svojih političnih zaveznikih Kubi, Libiji, Južnem Jemnu in Mozambiku. Od leta 1983 do 1984 je Mengistu služil kot vodja Organizacije afriške enotnosti.
Vendar je vojaški položaj komunistične vlade postopoma oslabel. Najprej se je zgodila bitka pri Afabetu marca 1989, poraz v Eritrejski ljudski osvobodilni fronti, s 15.000 žrtvami in izgubo velike količine vojaške opreme. Temu je manj kot leto pozneje sledil še en velik poraz pri Shireu, z več kot 20.000 ubitimi ali ujetimi vojaki ter izgubo še več vojaške opreme. 16. maja 1989, ko je bil Mengistu zunaj države na štiridnevnem državnem obisku v Vzhodni Nemčiji, so visoki vojaški uradniki poskusili izvesti državni udar in obrambni minister Haile Giyorgis Habte Mariam je bil ubit; Mengistu se je v 24 urah vrnil nazaj v Etiopijo in devet generalov, vključno s poveljnikom letalskih sil in načelnikom štaba vojske, je umrlo, ko je bil državni udar zatrt.

## Odstranitev z mesta voditelja in življenje v Zimbabveju
Do leta 1990 je Sovjetska zveza skoraj prenehala podpirati Mengistujev režim. V želji, da bi prihranil več časa, se je Mengistu leta 1990 odrekel komunizmu in začel sprejemati korake v smeri obnavljanja gospodarstva, ki ga je komunistični režim močno prizadel. Vendar je liberalizacija etiopijskih trgov v okviru PDRE trajala le eno leto. Maja 1991 so sile Etiopske ljudske revolucionarne demokratske fronte (EPRDF) napredovale na Adis Abebo z vseh strani, Mengistu pa je nato 21. maja odstopil iz mesta voditelja države ter pobegnil iz Etiopije skupaj z 50 družinami in člani vlade Derg. Kot uradni gost zimbabvejskega predsednika Roberta Mugabeja je dobil prebivališče v Zimbabveju. Čeprav je Mugabe leta 2017 umrl, ni bila vložena nobena nova prošnja za izročitev Mengista. 
Mengistu je za seboj pustil skoraj celotno članstvo prvotne vlade Derg in vodstvo WPE. Režim je brez njega preživel le en teden, preden je EPRDF pritekel v prestolnico, kar je preprečilo pobeg prejšnjega vodstva. Skoraj vsi so bili takoj aretirani ob prevzemu oblasti s strani EPRDF. Mengistu je trdil, da je prevzem njegove države posledica politike Mihaila Gorbačova, ki je po njegovem mnenju pripomogel k razpadu Sovjetske zveze in prenehanje njene pomoči Etiopiji. 
4. novembra 1995 se je zgodil atentat na Mengista, ko se je z ženo Wubanchi Bishaw sprehajal v bližini svojega doma v predmestju Gunhill v Harareju. Medtem, ko je bil Mengistu nepoškodovan, so njegovega domnevnega napadalca Solomona Hailea Ghebreja Michaela, Eritrejca, aretirali in ustrelili njegovi stražarji. Pozneje so mu sodili za ta poskus atentata, saj je 8. julija 1996 na zimbabvejskem sodišču priznal, da ni kriv. Eritrejski veleposlanik v Južni Afriki Tsegaye Tesfa Tsion je odletel v Harare, da bi se udeležil sojenja. Napadalec je bil obsojen na deset let zapora, njegov sostorilec Abraham Goletom Joseph, ki je bil aretiran v policijski raciji, pa na pet let kazni. Povedali so, da so bili pod vladavino Mengista mučeni, v pritožbi pa so jim zaradi "olajševalnih okoliščin" kazen znižali na dve leti. Etiopski veleposlanik v Zimbabveju Fantahun Haile Michael je dejal, da njegova vlada ni bila vpletena v poskus atentata in da je za incident slišal iz medijev. 
Od leta 2018 je Mengistu še vedno živel v Zimbabveju, kljub želji etiopske vlade, da bi ga izročili Etiopiji. Živel naj bi v razkošnih razmerah, trdijo pa, da je svetoval Mugabeju o varnostnih zadevah; po virih zimbabvejskih obveščevalnih služb je predlagal zamisel o odstranjevanju sumov, ki je bila izvedena kot operacija Murambatsvina leta 2005, in je vodil sestanke, na katerih je bila načrtovana operacija. Minister za državno varnost Didymus Mutasa je odločno zanikal, da bi bil Mengistu kakor koli vpleten v operacijo Murambatsvina, in dejal, da se Mengistu "sploh ne vmešava v zadeve naše države. Prav tako mu ne dovolimo, da se vmešava v svojo državo iz Zimbabveja."
Leta 2018 je nekdanji premier Etiopije Hailemariam Desalegn objavil fotografijo, na kateri se je srečal z Mengistujem. Po kritikah je fotografijo umaknil. 

## Sojenje za genocid
Mengista je etiopska vlada, ki jo vodi Meles Zenawi, v odsotnosti obtožila umora skoraj 2000 ljudi. Obtožnica in seznam dokazov za njegove zločine sta bila dolga 8000 strani. Med dokazi zoper njega so bili podpisani sklepi o usmrtitvi, posnetki vrst mučenja civilistov in osebna pričanja. Etiopsko sodišče je leta 1994 začelo sojenje proti Mengistu. Mengistu Hajle Marjam je bil 12. decembra 2006 spoznan za krivega zaradi genocida nad Etiopci in številnih zločinov proti človeštvu, storjenih v času njegovega vladanja. Sodišče ga je januarja 2007 obsodilo na dosmrtno zaporno kazen v ječi. Poleg obsodbe za genocid ga je sodišče spoznalo za glavnega krivca tudi za nezakonite umore civilistov in nezakonit odvzem premoženja. Michael Clough, ameriški odvetnik in dolgoletni opazovalec Etiopije, je v izjavi dejal: 
Največja težava pri pregonu Mengista zaradi genocida je ta, da njegova dejanja niso nujno ciljala na določeno skupino. Aretacije so bile namenjene proti komur koli, ki je nasprotoval njegovi vladi, in na splošno so bili veliko bolj politični kot pa na podlagi kakršnega koli etničnega cilja. 
Nekateri strokovnjaki verjamejo, da je bilo na stotine tisoč univerzitetnih študentov, intelektualcev in politikov (vključno s cesarjem Hailejem Selassiejem) ubitih med Mengistujevim vladavanjem. Amnesty International ocenjuje, da je bilo med etiopskim rdečim terorjem v letih 1977 in 1978 ubitih skupno pol milijona ljudi. Human Rights Watch opisuje rdeči teror kot "eno najbolj sistematičnih uporab množičnih pobojev s strani države, ki so jih kdaj opazili v Afriki." Med njegovim vladanjem ni bilo nič nenavadnega videti študente, osumljene vladne kritike ali simpatizerje upornikov, ki visijo na njih svetilke vsako jutro.  Mengistu naj bi tudi sam pobijal politične nasprotnike tako, da jih je streljal in jih brcal v glavo, češ da je dajal zgled.Ocene števila smrti, za katere je bil odgovoren, se gibljejo od 500.000 do več kot 2.000.000.
Med njegovim sojenjem je bilo 106 uradnikov Derga obtoženih genocida, na sodišču pa jih je bilo le 36. Več nekdanjih članov Derga je bilo obsojenih na smrtno kazen. Po obsodbi Mengista decembra 2006 je zimbabvejska vlada dejala, da še vedno živi v Zimbabveju in da ga ne bodo izročili. Tiskovni predstavnik zimbabvejske vlade je to pojasnil z besedami, da sta "Mengistu in njegova vlada odigrala ključno in hvalevredno vlogo v našem boju za neodvisnost". Tiskovni predstavnik je povedal, da je Mengistu pomagal zimbabvejskim gverilskim borcem med rodezijsko Bushevo vojno z zagotavljanjem  usposabljanja in orožja;  po vojni je usposabljal pilote zimbabvejskih letalskih sil.  Tiskovni predstavnik je dejal, da "ni veliko držav izkazalo tako zavezanost do nas".
Po pritožbi 26. maja 2008 je etiopsko višje sodišče v odsotnosti obsodilo Mengistuja na smrtno kazen in razveljavilo njegovo prejšnjo obsodbo na dosmrtno ječo.. Triindvajset njegovih najvišjih pomočnikov je prejelo tudi smrtne kazni, ki so bile spremenjene 1. junija 2011. Od 4. oktobra 2011 je bilo 16 nekdanjih Mengistujevih uradnikov pogojno izpuščenih iz zapora zaradi starosti in dobrega vedenja v zaporu. Vendar je Mengistujeva kazen ostala nespremenjena.

## Spomini
Leta 2010 je Mengistu napovedal objavo svojih spominov. V začetku leta 2012 je na internet objavil rokopis spominov z naslovom Tiglatchin (»Naš boj« v amharščini). Nekaj mesecev pozneje je bil v Združenih državah objavljen prvi zvezek, leta 2016 pa je sledil drugi zvezek. Tokrat je bil objavljen v Etiopiji. Mengistu je obtožil ostanke EPRP, da so izdali prvi zvezek, da bi sabotirali njegovo objavo.  

## Zasebno življenje
Mengistu se je leta 1968 poročil z Wubanchi Bishaw. Imata sina Andineta in hčerki Tigist in Timihirt. Mengistu zaradi dobrega prijateljstva z Robertom Mugabejem od leta 1991 živi v Zimbabveju.